# Winzerrebellion im Languedoc

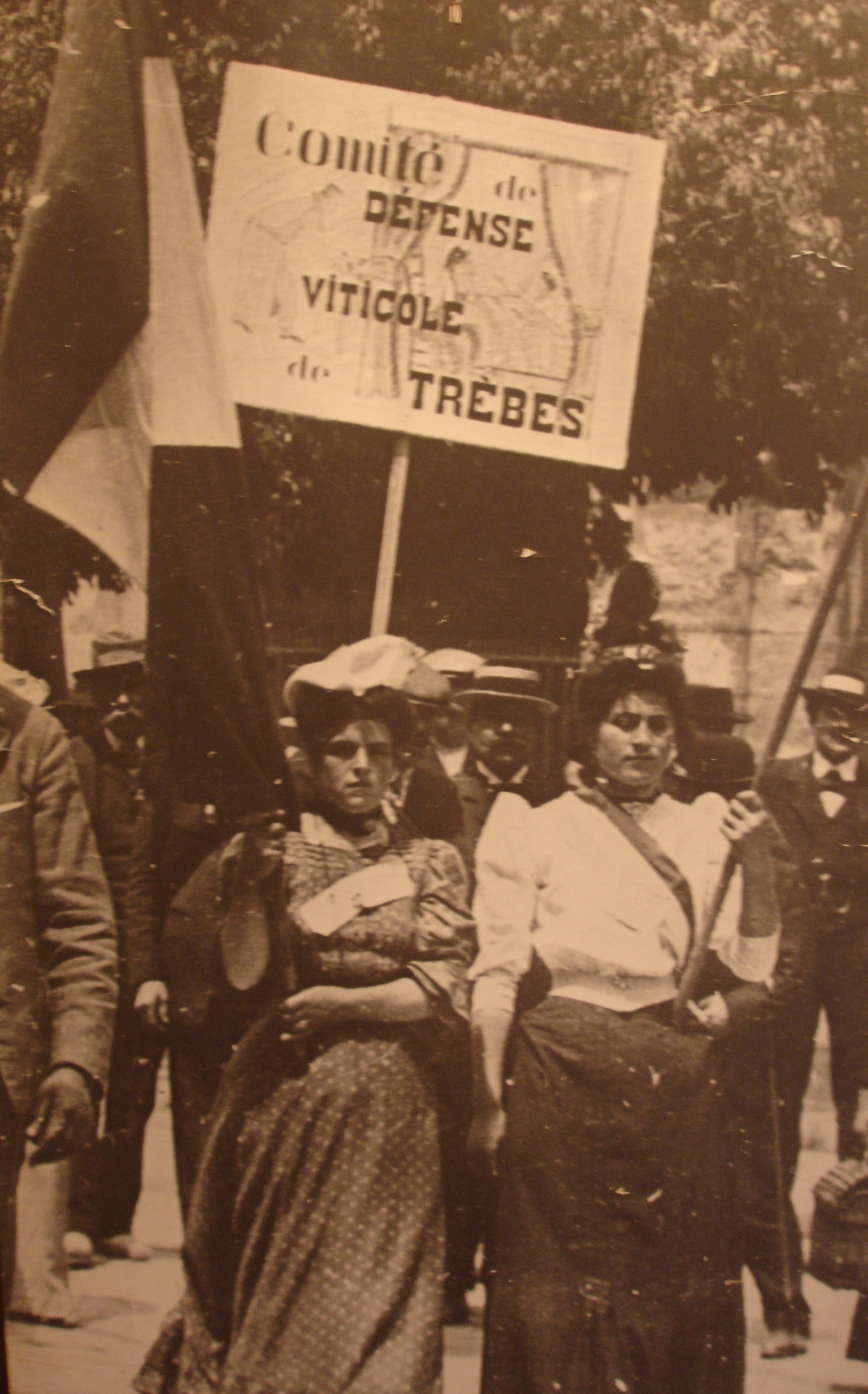
Kundgebung des Comité de défense viticole de Trèbes

Die Winzerrebellion im Languedoc (französisch Révolte des vignerons oder Révolte des gueux) war ein Aufstand von Weinbauern in Südfrankreich im Jahr 1907, die sich gegen die Regierung von Georges Clemenceau wegen sich verschlechternder Arbeits- und Lebensbedingungen auf Grund zunehmender Krisen in der Landwirtschaft erhoben. Das in Béziers stationierte 17e régiment d’infanterie weigerte sich dabei gegen die Aufständischen vorzugehen und erklärte sich solidarisch, woraufhin es abgezogen und durch eine andere Einheit ersetzt wurde.

## Weinbautradition im Languedoc
Wein wird im Languedoc seit der Römerzeit kultiviert. Im Mittelalter war der Weinanbau insbesondere Sache der Klöster. Landwirtschaft insgesamt bestand jedoch vor allem im Anbau von Getreide und der Viehzucht (hauptsächlich Rinder) und dem Olivenanbau.
Der Weinbau entwickelte sich besonders während des 18. Jahrhunderts durch den Bau des Hafens von Sète und die Fertigstellung des Canal du Midi, die den Weinexport in weiter entfernte Regionen erleichterten. Parallel dazu verbesserten sich die Methoden zur Lagerung des Weins. Zu Beginn der Französischen Revolution wurde auf etwa der Hälfte der landwirtschaftlichen Flächen in der Region um Béziers Wein angebaut.
Mitte des 19. Jahrhunderts breitete sich der Eisenbahnbau im Languedoc aus und führte zu einer weiteren Erhöhung der Weinausfuhr, da man nicht mehr auf den zeitraubenden Transport über Flüsse insbesondere in die Industrieregionen Nord- und Ostfrankreichs angewiesen war, wo Arbeiter einen Teil ihres Lohns in den Kauf von Wein umzusetzen begannen. Auch öffneten sich die großen Märkte Paris oder Lyon.

## Rebkrankheiten
Im 19. Jahrhundert litt der Weinbau der Region aber auch unter mehreren aufeinander folgenden Krisen. Eine erste Plage verursachte zur Mitte des Jahrhunderts ein mikroskopisch kleiner Pilz: Echter Mehltau. Danach kam 1877 ein massenhafter Reblaus-Befall  und schließlich wenige Jahre danach wieder Mehltau. Teilweise konnten die Rebstöcke gerettet und zunehmend auf verschiedene Weise behandelt werden; Fungizide und die Einführung der gegen die Reblaus resistenten Amerikanerrebe taten ein Übriges.

## Überproduktion
Die Jahre 1902 und 1903 sahen witterungsbedingt schwache Ernten, jedoch mit akzeptablen Preisen und Einkommen für die Erzeuger. 1904 und 1905, wiederum witterungsbedingt, sah ganz Europa Rekordernten, und die Produktion blieb auch in den beiden Folgejahren sehr hoch. Der Preis für den Hektoliter fiel von 24 Francs 1902/03 auf 6 bis 7 Francs.
Wein aus dem Languedoc verkaufte sich immer schlechter, die Weinkeller waren übervoll. 1905 gab es in Béziers bereits eine Kundgebung mit 15.000 Teilnehmern.

## Geschehnisse 1907
1907 verschärfte sich die Krise weiter. Die kleinen Winzer gingen in den Ruin, die Beschäftigten aus der Landwirtschaft fanden keine Arbeit. Die Situation hatte Auswirkungen auf die gesamte Bevölkerung, der Ruin der Winzer betraf auch die Händler und andere abhängige Betriebe und die Misere erfasste die gesamte Region. Die Ernte 1906 konnte nicht verkauft werden. Im Februar 1907 kam es in Baixas zum Steuerstreik.
Am 11. März gab eine Gruppe im Dorf Argeliers das Signal zur Winzerrebellion im Minervois. Sie wurde von Marcelin Albert angeführt, der das Comité de Argeliers gründete, auch Comité de défense viticole genannt. Albert organisierte einen Marsch von 87 Winzern nach Narbonne, in der Absicht zu einem Treffen mit einer Parlamentarierkommission zu kommen. Das Komitee entschied auch, jeden Sonntag Konferenzen und Kundgebungen in der gesamten Region zu organisieren.
In der Folge kam es zu einer Reihe Demonstrationen mit wachsenden Teilnehmerzahlen:
| Zwölf Kundgebungen der Revolte                                                                          | Zwölf Kundgebungen der Revolte | Zwölf Kundgebungen der Revolte                                                             |
| Sonntag                                                                                                 | Ort | Teilnehmer                                                                                 |
| --- | --- | ------------------------------------------------------------------------------------------ |
| 24. März 31. März 7. April 14. April 21. April 28. April 5. Mai 12. Mai 19. Mai 26. Mai 2. Juni 9. Juni | Cuxac-d’Aude Bize-Minervois Ouveillan Coursan Capestang Lézignan-Corbières Narbonne Béziers Perpignan Carcassonne Nîmes Montpellier | 300 600 1000 5000 10.000 20.000 80.000 120.000 170.000 220.000 250.000 600.000 bis 800.000 |

## Eingreifen des 17. Regiments der leichten Infanterie
Am 18. Juni 1907 wurde das 17. Regiment der leichten Infanterie, eines der ältesten und angesehensten des französischen Heers in ihrer Kaserne in Béziers mobilisiert und nach Agde befohlen, wo es an der Niederschlagung der Winzerrevolte teilnehmen sollte.
Zwei Tage später jedoch entschied sich die Mehrheit der Soldaten, die überwiegend aus der Region stammten, am Abend des 20. Juni die Waffen niederzulegen. 500 Soldaten der  6. Kompanie kehrten mit Waffen und Munition in einem 20-Kilometer-Marsch nach Béziers zurück. Dort am Morgen des 21. Juni angekommen, wurden sie von der Bevölkerung mit Jubel empfangen und bezogen auf dem Boulevard Paul Riquet im Zentrum Position, wo sie mit den Einwohnern fraternisierten und mit Lebensmitteln und Wein versorgt wurden.
Das Beispiel des 17. Regiments war für die Befehlshaber und anderen Autoritäten natürlich inakzeptabel, und es wurde dafür gesorgt, dass die Befehlsverweigerung sich nicht ausbreitete. Andere Truppenteile wurden eingesetzt und am 22. Juni wurden die meuternden Soldaten festgesetzt, nach Agde gebracht und die Anführer der Meuterei später nach Gafsa in Tunesien. Während des Ersten Weltkriegs erhielt das 17. Regiment Kampfaufträge an vorderster Front.
Eine andere Konsequenz dieser Episode war die Regelung für den Militärdienst, wonach die Einheiten in Zukunft weitab von den Heimatorten der Soldaten zusammengestellt wurden.

## Bibliographie
- Emmanuel Le Roy Ladurie. 1907, le millésime de la colère. L’Histoire Nr. 320, Mai 2007
- Georges Ferré. 1907, la guerre du vin. Chronique d'une désobéissance civique dans le Midi. Éd. Loubatières, 1997
- Emmanuel Leroy Ladurie. Histoire du Languedoc. PUF, 1967
- Jean Sagnes. Le Midi Rouge, 1982.